# Награда женщине, или Укрощение укротителя
«Награ́да же́нщине, и́ли Укроще́ние укроти́теля» (англ. The Woman's Prize, or the Tamer Tamed) — комедия английского драматурга Джона Флетчера, созданная в начале XVII века (по приблизительным оценкам литературоведов — около 1611 года); полемический сиквел «Укрощения строптивой» Вильяма Шекспира.

## Содержание
Петруччо, повсюду знаменитый «укротитель» Катарины, после бурного первого брака овдовел и снова женится. С новой женой, Марией, однако, приёмы Петруччо не приводят к успеху: она сама берётся за «укрощение» супруга и одерживает над ним победу. Основное оружие Марии — отказ от выполнения супружеского долга — и сцены, где она, подняв женщин округи на бунт против мужей, запирается с ними на верхнем этаже дома, — по-видимому, навеяны «Лисистратой» Аристофана.
Параллельный подсюжет (соответствующий подсюжету Бьянки с её женихами в «Укрощении строптивой») — история Ливии, сестры Марии. Ливию прочат за неприятного ей старого богача Морозо; она присоединяется к бунту, чтобы иметь возможность выйти замуж по своему выбору — за молодого дворянина Роланда.
Помимо Петруччо, среди персонажей пьесы есть ещё двое с именами из «Укрощения строптивой»: Транио, приятель Петруччо, и Бьянка, замужняя двоюродная сестра Марии и Ливии. Возможно, это те же герои; возможно, другие.
Юмор пьесы, по сравнению с «Укрощением строптивой», более откровенный. По замечанию Александра Аникста, в комедии Флетчера «...центральным оказывается конфликт полов, и поэтому естественно, что сексуальные мотивы... играют первостепенную роль, придавая ей фривольность, тогда как у Шекспира отношения героя и героини показаны исключительно целомудренно». Рискованность «Награды женщине» была отмечена ещё в 1633 году королевским распорядителем увеселений Генри Гербертом, запрещавшим труппе «Слуг короля» новую постановку ввиду содержащихся в пьесе «непотребностей» (foul and offensive matters); этот документ — первое дошедшее до нас упоминание о комедии.

## Публикации и постановки
Пьеса впервые издана в первом фолио Бомонта и Флетчера (1647). Включена также во второе фолио (1679).
На русском языке печаталась в переводах Ивана Аксёнова (1938) и Юрия Корнеева (1965). Несколько раз ставилась на сценах советских театров (Москва, 1945; Вологда, 1945; Фрунзе, 1956; Батуми, 1962).